# Les Heures : le midi, la vesprée, le crépuscule
Les Heures : le midi, la vesprée, le crépuscule est un film muet français réalisé par Louis Feuillade sorti en 1909.

## Fiche technique
- Réalisation : Louis Feuillade
- Date de sortie :
  - France : 21 juin 1909

## Distribution
- Alice Tissot
- Renée Carl
- Christiane Mandelys
- Maurice Vinot
- Georges Wague
- Henri Duval